# Svenska Missionsförbundets sångbok (1935)
Svenska Missionsförbundets sångbok 1935 är Svenska Missionsförbundetss sångbok, och utkom 1935.
Ny omarbetad upplaga 366;378;e tusendet gavs ut i Stockholm 1935 av Svenska Missionsförbundet. Förordet inleds med "Den sångbok som Svenska Missionsförbundet utgav för snart trenna årtionden sen, ... och slutar med ett undertecknande "Stockholm i januari 1920. Kommitterade." Mitt i texten anges att: "Enligt beslut av Svenska Missionsförbundets Generalkonferens år 1910 inleddes underhandlingar med Evangeliska Fosterlands-Stiftelsen om förvärvande av nyttjanderätten till åtskilliga sånger av ovan antydd art. Dessa underhandlingar ledde till önskar resultat och en psalmbokskommitté tillsattes för att sovra det material, som nu erbjöd sig." Totalt blev det 782 psalmsånger i den omarbetade upplagan.

### Fotnoter
1. ↑  ”Svenska missionsförbundets sångbok” (på engelska). Worldcat. 16 mars 1935. https://www.worldcat.org/title/svenska-missionsforbundets-sangbok-sanger-och-psalmer-till-enskilt-och-offentligt-bruk/oclc/676884322&referer=brief_results. Läst 16 oktober 2017.